# Piccoli spostamenti del cuore
Piccoli spostamenti del cuore è un album di Giorgio Gaber pubblicato nel 1987; le canzoni sono scritte da Giorgio Gaber insieme a Sandro Luporini per i testi e dallo stesso Gaber per le musiche.

## Tracce
LATO A
1. I soli
2. La gente è di più
3. Attimi
4. Cosa si prova

LATO B
1. Isteria amica mia
2. E tu non ridere
3. L'uomo che sto seguendo
4. L'impotenza
5. Un alibi

## Formazione
- Giorgio Gaber – voce
- Rino Zurzolo – basso
- Riccardo Zappa – chitarra acustica
- Vito Mercurio – tastiera, violino
- Giorgio Cocilovo – chitarra elettrica
- Matteo Fasolino – tastiera
- Alfredo Golino – batteria
- Roberto Rossi – programmazione
- Dado Sezzi – percussioni